# Кырым Герай
Кыры́м Гера́й (Крым-Гире́й) (крым. Qırım Geray, قريم كراى‎; 1717—1769) — крымский хан из династии Гераев (1758—1764, 1768—1769), сын хана Девлета II Герая, внук Селима I Герая.

## Биография
В 1748—1750 годах Кырым Герай был сераскиром Буджацкой орды. При Арслане Герае был нурэддином (1748) и ханским наместником (сераскиром) в Буджаке. Заняв ханский престол, Кырым Герай назначил калгой Хаджи Герая, а нурэддином — Селима Герая, сына Арслана Герая. Однако потом хан уволил калгу, переместив на эту должность нурэддина Селима Герая. Новым нурэддином был назначен ханский племянник Ахмед Герай. После смерти калги Селима Герая на эту должность был назначен Саадет Герай, сын кубанского сераскира Дели Бахти Герая. Вскоре после смерти калги Саадета Герая эту должность получил Максуд Герай, сын хана Селямета Герая. Нурэддин Ахмед Герай был отстранен от должности, которую получил Месуд Герай, сын хана Арслана Герая. Во второе правление Кырыма Герая калгой был оставлен Месуд Герай, а нурэддином был назначен Каплан Герай, сын Селима Герая.
Кырым Герай начал вести самостоятельную внешнюю политику задолго до воцарения, направив посольство к прусскому королю Фридриху II. Сознавая растущую угрозу со стороны России, пытался найти союзников для организации совместной обороны. Вскоре оставил Крым и поселился в Турции, где не прекращал политической деятельности, поддерживая едисанских ногайцев, недовольных правящим ханом. Прибыв в Едисан лично, собрал вокруг себя большое войско, намереваясь выступить на Крым. Учитывая силу и популярность Кырыма Герая, султан принял решение предоставить ему ханское звание.
Заняв престол, Кырым Герай начал создание внешнеполитического альянса для противостояния российской экспансии. Кырым Герай говорил прусскому эмиссару А. фон дер Гольцу, что ещё в юности поклялся отомстить русским за разорение Крыма в русско-турецкую войну 1735-1739 гг., и именно ему суждено сокрушить Россию.  Переговоры с Пруссией окончились безрезультатно, так как в начале 1762 г., с приходом к власти в Петербурге Петра III, война между Россией и Пруссией прекратилась, и Фридрих II отказался от идеи антироссийского союза с Крымом.
Кырым Герай пытался привлечь на свою сторону Речь Посполитую, оказав поддержку противникам возведения на престол российского ставленника Понятовского. Он доказывал султану губительность турецкого нейтралитета в восточноевропейских делах и эфемерность мира с Россией, но в ответ получил отставку (султан опасался, что активность Кырыма Герая приведет к войне с соседями).
В 1768 году османский султан вновь утвердил на ханском престоле Кырыма Герая, чтобы тот возглавил крымские войска в начавшейся русско-турецкой войне. В 1769 году крымское войско обрушилось на Южную Украину, но, кроме сожжения и разграбления опустевших деревень, ничего не добилось, не решившись осаждать пограничные крепости. Кырым Герай, пройдя через Польшу в Молдавию, внезапно умер в Каушанах. Налицо были все признаки умышленного отравления (очевидец смерти хана французский авантюрист, посланник барон Франц де Тотт подозревал турецкого великого визиря), но беи отказались начать следствие.
Во внутренней политике Кырым Герай сделал огромный вклад в развитие экономической и культурной жизни страны. Поощрял развитие сельского хозяйства. Объёмы хлебопроизводства были увеличены настолько, что хан поставил вопрос о постройке специального порта на Днепре для вывоза зерна. В поисках путей к экономической независимости ханства приказал произвести геологические разведки в Крымских и Кавказских горах с целью поиска полезных ископаемых и драгоценных металлов. Ханом была инициирована денежная реформа, свернутая его преемниками.
Время правления Кырыма Герая стало эпохой расцвета крымскотатарского искусства — в это время развивался стиль так называемого «крымского рококо». Для украшения ханского дворца были приглашены лучшие художники и архитекторы своего времени. В столице появились новые фонтаны и здания. Самые известные архитектурные памятники эпохи Кырыма Герая: «Фонтан слёз», мавзолей Диляры-бикеч, Ешиль-Джами. Хан живо интересовался европейской (в частности, французской) культурой и общественной мыслью. Крым-Гирей имел слабость не только к хорошему столу, но и к развлечениям. Его постоянно сопровождали оркестр и труппа комедиантов, среди которых он «отдыхал от политических дел и военных приготовлений, которыми был занят в течение дня». Хан живо интересовался европейской культурой и спрашивал о Мольере, чья комедия «Тартюф» крайне его увлекла: «Все страны имеют своих тартюфов, есть они и среди татар, и я бы очень желал, чтобы вы мне доставили перевод этой пьесы».

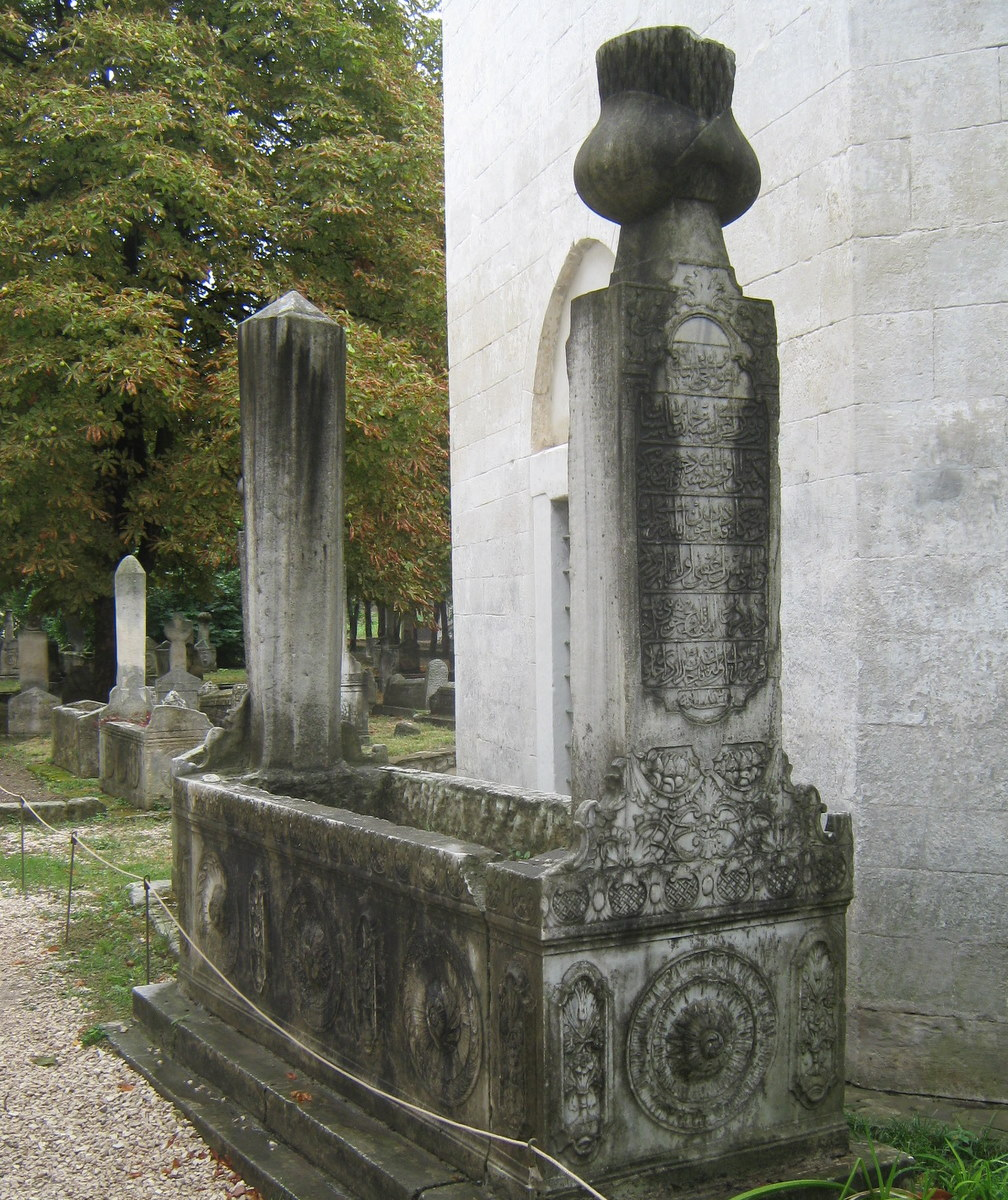
Могила Кырым Герая на кладбище Ханского дворца в Бахчисарае.

Похоронен на ханском кладбище Бахчисарайского дворца.